# アカンダナ山
アカンダナ山（アカンダナやま）は、岐阜県高山市（旧上宝村）、飛驒山脈南部にある標高2,109 mの活火山である。

## 概要
長野県と岐阜県との県境の飛騨山脈の主稜線から、500 m程西に離れた位置にある。山頂には三等三角点（2,109.43 m）が設置されている。南東の安房山との鞍部には安房峠があり、国道158号が通る。また山域の南側を中部縦貫自動車道（安房峠道路）の安房トンネルが貫通する。西山麓には平湯温泉があり、国道471号が通る。西山麓に神通川水系の高原川が流れる。山頂は複雑な凹凸地形で途上には岩体に樹林が絡みつく急登で、冬季にはシュルンド（雪渓などに開いた深い穴）が多数でき大変厳しい。危険なため一般の登山対象とされず登山道がなく、冬季の山スキーも推奨されない。

## 地質
美濃帯中生層とそれに貫入した滝谷花崗閃緑岩を基盤とした焼岳火山群に含まれる。12万 - 7万年前の古期に活動した割谷山、岩坪山などに代わって、2万6千年前から始まる新期の活動で白谷山、焼岳の形成が始まり、その南側で1万2千年前に白谷山を覆うように噴出した溶岩流と溶岩ドームが形成された。現在まで続く付近の活発な火山活動と山体崩壊により生じた平坦地形は「棚」と通称されており、白谷山の北西には古期の火山である「大棚」があり、崩壊地形のある本山も「赤棚（アカダナ）」と呼ばれて山頂の三角点の呼称となっている。火山の東側には「細池」「小船」などと呼ぶ小凹地がならび、これらは崩壊堆積物により堰き止められたかつての河川とされ、南側の「安房平」も1万年前に山体が崩壊で堰止湖を生じ、その後形成された湖成層である。山体内部は現在も高温であり、1995年には道路工事中に水蒸気爆発による事故が起きている。
2003年の活火山見直しで気象庁の指定する活火山に焼岳とは別に指定された。

## 周辺の山
- 焼岳
- 白谷山
- 安房山
- 乗鞍岳

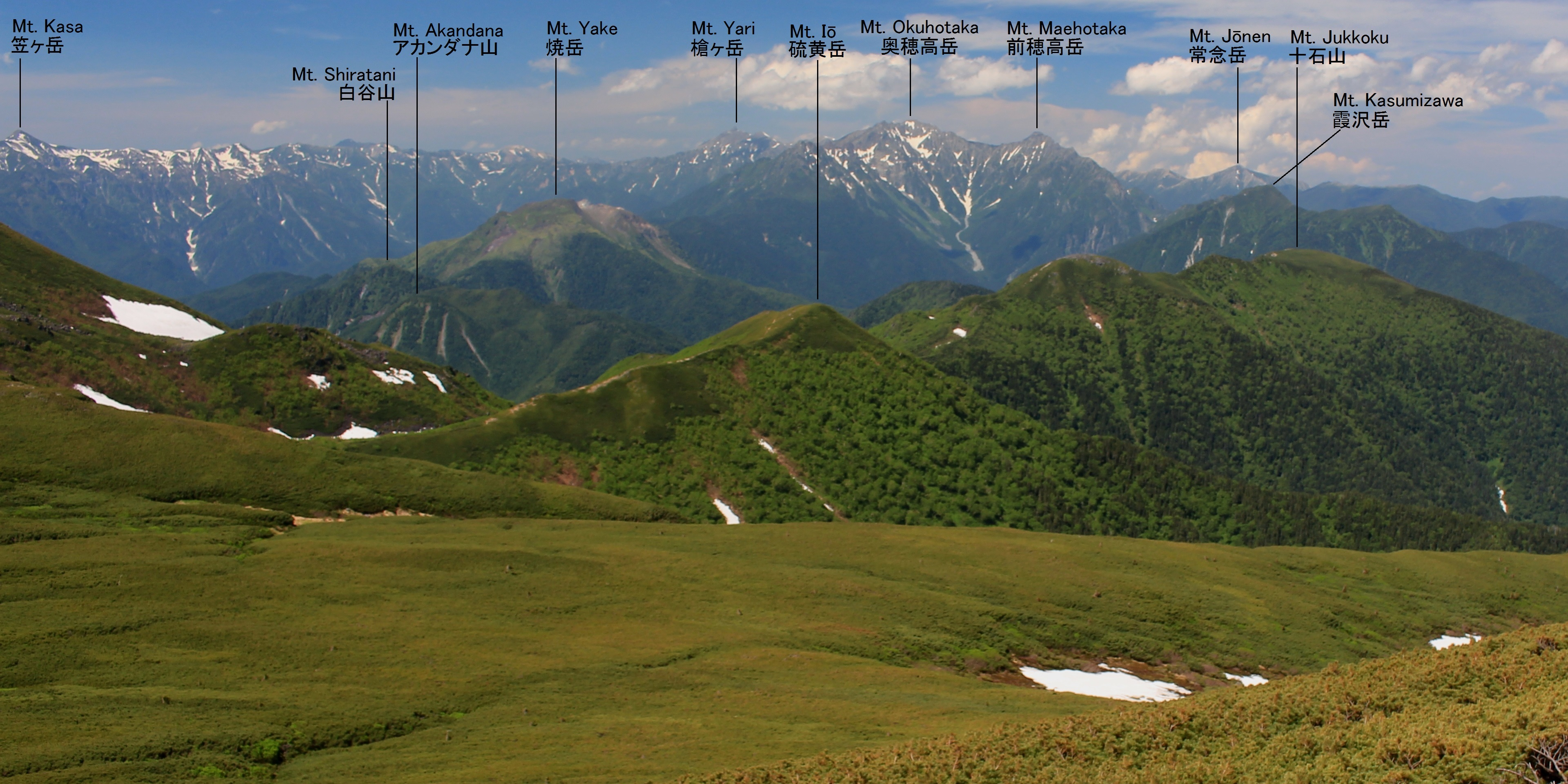
南側の乗鞍岳方面から望む周辺の山並み